# Cantonul Ménigoute
Cantonul Ménigoute este un canton din arondismentul Parthenay, departamentul Deux-Sèvres, regiunea Poitou-Charentes, Franța.

## Comune
| Comune                    | Populație (1999) | Cod poștal | Cod INSEE |
| ------------------------- | ---------------- | ---------- | --------- |
| Chantecorps               | 336              | 79340      | 79068     |
| Coutières                 | 155              | 79340      | 79105     |
| Fomperron                 | 424              | 79340      | 79121     |
| Les Forges                | 126              | 79340      | 79124     |
| Ménigoute                 | 881              | 79340      | 79176     |
| Reffannes                 | 371              | 79420      | 79225     |
| Saint-Germier             | 192              | 79340      | 79256     |
| Saint-Martin-du-Fouilloux | 216              | 79420      | 79278     |
| Vasles                    | 1.693            | 79340      | 79339     |
| Vausseroux                | 356              | 79420      | 79340     |
| Vautebis                  | 118              | 79420      | 79341     |